# Цртежи долине Валкамоника
Валкамоника (или Вал Камоника) долина је у нижем делу алпског дела Ломбардије, у округу Бреша у северној Италији. То је заправо горња долина реке Ољо, узводно од језера Изео.
У њој се налази највећи комплекс праисторијских цртежа на стенама у Европи, с око 300.000 петроглифа које су нацртали припадници племена Камуни на стотинама стена, а датирају од млађег палеолита (око 6000. п. н. е.) па све до 19. века.
Ове фигуре повезане с пољопривредом, навигацијом, ратовањем и врачањем представљају изванредну сликовни документацију праисторијских обичаја и свести. Системско тумачење, типолошка класификација и хронологија проучавања праисторије, социологије и етнологије. Због тога су 1979. године цртежи уврштени на УНЕСКО-в списак Светске баштине у Европи као прва Светска баштина у Италији.

## Историја
У подручју долине Камоника препознато је неколико раздобља настанка петроглифа која одговарају еволуцији камунијског друштва:
- Млађи палеолит (од око 8000. п. н. е.) — призори лова и ране културе;
- Неолит (4000—3000. п. н. е.), пред крај леденог доба — први верски призори, фигуре људи постају обавезне и јављају се прикази свакодневнице, врхунац уметности Камунија;
- Енеолит (3000—2000. п. н. е.) —квалитетнији наративни призори с детаљним приказима људи и сеоског живота те важних женских иницијацијских ритуала;
- Време мешања културе (од око 1000. п. н. е.) — призори битака, колиба, кола, жетви и оружја. Од тада слаби пракса стварања петроглифа.

Од 6. века п. н. е. до 476. године ову долину су контролисали Келти, а потом Римљани који су оставили руднике челика с радионицама. Након честих упада варвара, културу Камунија освајају Германи Херути, а потом Остроготи који су је готово потпуно уништили 542. године. Од 568. до 774. године њима владају Лангобарди, а потом Франци који подстичу Бенедиктинце да у долину изграде манастире и цркве. Негде око 1000. године поново се јавља потреба за осамостаљењу и самоуправом, те се стварају самосталне заједнице, тзв. вицини (le vicinie). Оне 1164. године царском дозволом постају општине (комуне), а од 1428. године припадају Млетачкој републици, те се због ње од тада споре Венеција и Миланско Војводство.
Захваљујући успешним манастирима који су подстицали рударство, сточарство и производњу вуне, долина је била привредно јако успешна. Када је 1769. године Бреша пала у руке Француске, долина је названа Cantone della Montagna и подељена је на седам жупа. Током Наполеонове владавине пропадале су пољопривреда и сточарство. Аустрија је долину припојила својој регији Серђо 1815. године, када је започела страшна глад и долину похарала куга која је потрајала до 1818. године када је основана Краљевина Италија, 52 општине долине Валкамоника су припале областима: Брено, Едоло и Писагоне.
Најпознатије цртеже је открио Валтер Ленг, географ из Бреше, 1909. године на две стене Pian delle Greppe у близини Капо ди Понте. Од 1950их, прикази с површине хиљаду стена су категорисани у великом пројекту ”Превод и класификације“ који још увек траје.

## Паркови
Светска баштина, УНЕСКО-ва локација n° 94
| Број | Оригинално име (линк са галеријом слика)                         | Општина                        | Координате                                             | Петроглифи |
| ---- | ---------------------------------------------------------------- | ------------------------------ | ------------------------------------------------------ | ---------- |
| 1.   | Parco nazionale delle incisioni rupestri di Naquane              | Капо ди Понте                  | 46° 01′ 32″ N 10° 20′ 57″ E / 46.02556° С; 10.34917° И |            |
| 2.   | Parco archeologico nazionale dei Massi di Cemmo                  | Капо ди Понте                  | 46° 01′ 52″ N 10° 20′ 20″ E / 46.03111° С; 10.33889° И |            |
| 3.   | Parco archeologico comunale di Seradina-Bedolina                 | Капо ди Понте                  | 46° 02′ 00″ N 10° 20′ 29″ E / 46.03333° С; 10.34139° И |            |
| 4.   | Parco archeologico di Asinino-Anvòia                             | Осимо                          | 45° 57′ 19″ N 10° 14′ 47″ E / 45.95528° С; 10.24639° И |            |
| 5.   | Parco comunale delle incisioni rupestri di Luine                 | Дарфо Боарио Терме             | 45° 53′ 20″ N 10° 10′ 46″ E / 45.88889° С; 10.17944° И |            |
| 6.   | Parco comunale archeologico e minerario di Sellero               | Селеро                         | 46° 03′ 26″ N 10° 20′ 29″ E / 46.05722° С; 10.34139° И |            |
| 7.   | Parco archeologico comunale di Sonico                            | Сонико                         | 46° 10′ 7″ N 10° 21′ 20″ E / 46.16861° С; 10.35556° И  |            |
| 8.   | Riserva naturale Incisioni rupestri di Ceto, Cimbergo e Paspardo | Чето (Надро) Чимберго Паспардо | 46° 01′ 6″ N 10° 21′ 10″ E / 46.01833° С; 10.35278° И  |            |